# Náhoda

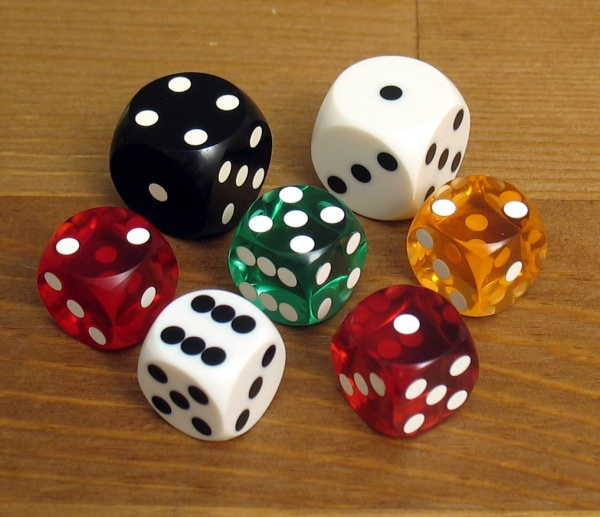
Hrací kostky, symbol náhody

Náhoda v běžné řeči označuje nečekaný souběh nesouvisejících událostí. Pokud něco označíme za náhodný jev, můžeme tím mínit dvojí odlišný názor:
1. příčinu či vysvětlení jevu neumíme nalézt;
2. jev žádnou příčinu nemá.

Zatímco v prvním případě tedy konstatujeme zřejmý stav věcí, ve druhém činíme navíc závěr, který lze jen obtížně dokázat. Objevit jev, který nemá žádnou příčinu, se dosud nikomu nepodařilo.[zdroj⁠?!] Obhajoba takového objevu totiž vyžaduje vyloučení všech možných příčin jevu. Neexistuje rychlejší postup, než sekvenční vylučování možných příčin jevu.[zdroj⁠?!] Vyloučí se 1. možná příčina, 2. možná příčina, 3. možná příčina atd., a tak se postupuje tak dlouho, dokud není nade vší pochybnost zcela jisté, že byla zvážena již poslední možná příčina jevu a že počet možných příčin jevu dospěl prokazatelně ke konečnému číslu.

## Náhoda v běžném životě
V běžné řeči označujeme jako náhodné to, co „nedává smysl“, a čím se tedy nemá smysl dále zabývat. Pokud se sejdou dvě nebo více málo pravděpodobných událostí (např. člověku přeběhne přes cestu černá kočka a vzápětí si zlomí nohu), řekneme, že to byla náhodná či nahodilá shoda. O lidech, kteří by zde hledali skrytou, nebo dokonce osudovou nutnost (zákonitost), obvykle říkáme, že jsou pověrčiví; pokud v tom vidí spiknutí, může to být příznak paranoie. Z psychologického hlediska však mohou být takové shody do té míry významné, že na nich švýcarský psycholog Carl Gustav Jung založil svůj koncept synchronicity.

## Náhoda ve vědě
Nejlepší vědecké vysvětlení jevu je vysvětlení kauzální čili nalezení nutné příčiny: jev nastane tehdy a jen tehdy, pokud mu předcházela určitá příčina. Takové vysvětlení totiž umožňuje jevy předvídat. To je však prakticky možné jen u jevů poměrně jednoduchých, s jedinou příčinou. Proto se jevy ve vědě obvykle izolují do zjednodušených podmínek experimentu, kde se snažíme rušivé okolnosti vyloučit. Například k demonstraci, že různé předměty padají stejně rychle, je třeba vyloučit odpor vzduchu a pokus provádět ve vakuu.
Od 17. století se však věda naučila zkoumat i opačný extrém, totiž „čistě náhodné“ jevy s velmi mnoha nerozlišitelnými příčinami (multikauzální), jako je házení hrací kostkou. Zde se nehledají příčiny, nýbrž zaznamenávají jednotlivé výsledky a hledá se limita podílu „příznivých případů“ ze všech hodů, když se počet pokusů blíží k nekonečnu. Tím se zabývá matematická disciplína teorie pravděpodobnosti.
Pravděpodobnostní statistické vyšetřování hromadných dat se ukázalo jako nesmírně užitečné, neboť se dá použít i pro jevy velmi složité v přírodních i společenských vědách (např. preference občanů ve volbách) a jevy také dokáže (s jistou pravděpodobností) předvídat. Protože však takové zkoumání nevychází z předem navržené (kauzální) hypotézy, je třeba jeho výsledky teprve následně interpretovat, např. hledat korelace mezi různými podmínkami a parametry zkoumaného jevu a z nich usuzovat na příčinné vztahy.
Pojem náhody a náhodných mutací hraje klíčovou roli v evoluční teorii, kde tedy může znamenat buď resignaci na příčinné vysvětlení, anebo výslovné popření jakékoli příčiny, což by ovšem bylo tvrzení metafyzické, nikoli vědecké (viz výše). Také proto narazila Darwinova teorie na odpor řady vědců, kteří trvali na deterministickém obrazu světa, a k jejímu prosazení přispěly ideologické důvody, např. u E. Haeckela (monismus).

## Praktické využití náhody

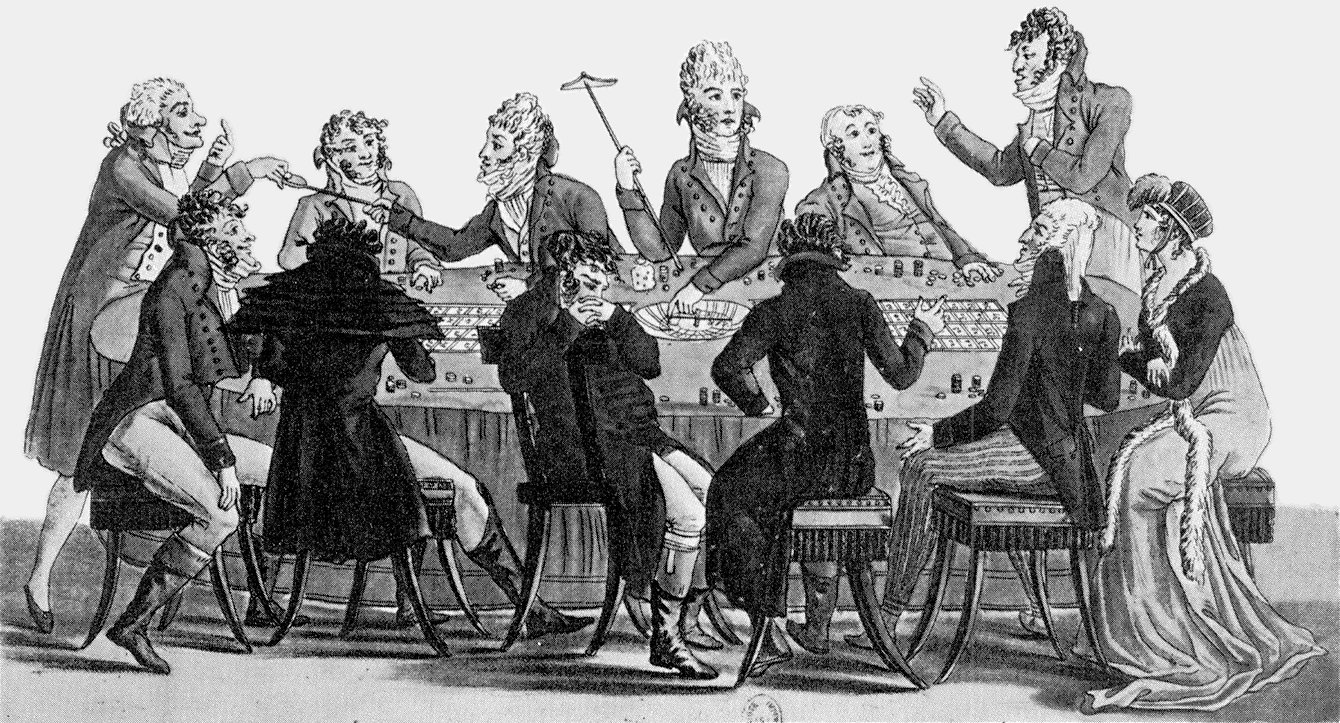
Ruleta kolem roku 1800

Nahodilé jevy se vždycky užívaly jako jakási náhradní spravedlnost tam, kde není možné rozhodnout jinak. Tak například při rovnosti hlasů se často rozhoduje losem, losem se určuje pořadí závodníků nebo utkání a podobně. Na pečlivě připravené náhodě s vyloučením jakéhokoli záměrného ovlivnění jsou založeny loterie, hazardní hry nebo ruleta. V archaických kulturách se výsledek losování pokládal za rozhodnutí nadlidských sil či osudu a užíval se velmi často k věštění i tam, kde dnes dáváme přednost volbě. Viz např. J. Bleicken: Athénská demokracie.
Předpoklad, že se u úrazů, nehod, katastrof a podobně jedná o nahodilé jevy a rizika, je základem pojišťování a pojistné matematiky. Proto se pojišťovny musí bránit proti podvodům, které náhodnost pouze předstírají (záměrné havárie, požáry atd.).
Nepředvídatelnost nahodilých jevů se využívá také v šifrování (kryptografii): posloupnost (pseudo)náhodných čísel může sloužit jako účinný šifrovací klíč. Náhodné postupy v hudební skladbě používá aleatorická hudba.
Techniky pravděpodobnostního šetření umožnily podstatné zjednodušení např. kontrol kvality: místo, aby se kontroloval každý vyrobený kus, stačí zkontrolovat jistý počet vzorků, které však musí být vybrány náhodně. K tomu se užívají posloupnosti pseudonáhodných čísel, která se sice generují počítačovým algoritmem, a nejsou tedy v přesném smyslu náhodná, nicméně nevykazují žádné zjevné pravidelnosti a naopak mají potřebné statistické vlastnosti, například rovnoměrné rozložení.

## Filosofické téma
Aristoteles nabízí dvě různá pojetí náhody: jedno označuje TYCHÉ (necílevědomé zasahování do lidského jednání), druhé AUTOMATON. S tématem nahodilosti souvisí jeden ze základních pojmů Aristotelovy filosofie, termín SYMBEBÉKOS, v navazujících latinských překladech uváděný jako accidens, v českém jazykovém prostřední „případek“.
„Případkem se nazývá, co sice k předmětu náleží a pravdivě se o něm vypovídá, ale nikoli nutně ani zpravidla.“ Z Topik pak lze vyvodit názor, že „…případek nelze vřadit do definice...“. Podle Aristotela se jedná „…o zvláštní vztahový pojem označující vztah mezi tím, o čem se vypovídá, a tím, co se o tom říká. SYMBEBÉKOS není označením vztahu samého, nýbrž označením jednoho pólu toho vztahu; označuje to, co něčemu patří, co však nepatří k pojmovému jádru toho, čemu to přísluší…“, jak podotýká Jaromír Bartoš v publikaci Kategorie nahodilého v dějinách filosofického myšlení. Podobně jako Aristoteles se vyjadřuje jeho středověký arabský následovník Avicenna (citace přebíráme z jeho Knihy definic): „…dále se případkem nazývá jednoduchý pojem obecný, který se jako atribut přisuzuje mnohým věcem, pokud tuto věc nevytváří a netýká se jejich podstaty…;…případkem se také nazývá každá vlastnost, jejíž existence netrvá od začátku té věci.“
Zajímavý příspěvek k tomuto tématu zanechal novověký racionalista G. W. Leibniz, jenž ve svých Nouveaux essays píše: „…rozeznáváme-li na substanci dvojí, predikáty a subjekty těchto predikátů, není divu, že o onom subjektu pak nic nemůžeme říci; vždyť jsme provedli abstrakci a subjekt oddělili od jeho vlastností a akcidencí; substance je konkrétní, akcidence je abstraktum…“.
Za zmínku stojí rovněž další racionalista německé provenience, završitel německé klasické filosofie G. W. F. Hegel, jenž ve svém System der Philosophie uvádí: „…nahodilé je takové, co nemá důvod svého bytí v sobě, nýbrž v jiném…“. Tento výrok nám zřejmě připomíná podobné formulace ideového předchůdce německého idealismu, ke kterému se hlásili zejména Schelling a Hegel, B. B. Spinozu a jeho pyramidální výstavbu vymezování jednotlivých termínů vlastního filosofického systému. Jak dále ve stejné práci Hegel podotýká: „…určenost zvnějška je ovšem také determinovanost, a proto není možné pokládat nahodilé za nedeterminované.“
Připomeneme si také některé teze positivisticky orientovaného logika J. S. Milla, který se k tomuto problému vyjadřuje takto: „Nahodile spjatá fakta jsou sama o sobě následky příčin, a tedy zákonů, jsou to však následky různých příčin, které navzájem nejsou zákonitě spjaty.“
Jak poznamenává Jaromír Bartoš, všem dosud uvedeným definicím v rámci různých koncepcí lze dát stereotypní formu: „Nahodilé je to, co neplyne z …“; později upozorňuje na to, že podstatnost a nepodstatnost ve smyslu ontologickém se nekryje s podstatností a nepodstatností ve smyslu antropocentrickém (např. plody člověka zpravidla nezajímají z hlediska botanického zařazení, ale z hlediska jejich využitelnosti člověkem).
Aby celé toto pojednání nevyznělo příliš jednoznačně a určitě, seznamuje nás Jaromír Bartoš s vědeckými výzkumy, resp. s jejich postupy a výsledky; zmiňuje zejména tzv. hromadné procesy, ve kterých se jedná spíše o prvky prostorově rozptýlené, nikoliv o soubory, jejichž prvky spolu bezprostředně prostorově souvisejí. „Za těchto okolností se kategorie vnitřní a vnější ve vztahu k hromadnému procesu stávají nejasnými, problematickými nebo dokonce nefunkčními.“ Nakonec představuje termín posouvání meze v závislosti na změnách perspektivy pozorování: „…díváme-li se z velkého odstupu, vidíme jen hlavní obrysy dění a vše ostatní se nám ztrácí v oparu nahodilosti; díváme-li se zblízka, vidíme podrobně pletivo procesů, reflektujeme je jako zákonité a za nahodilé pokládáme jen jevy zcela efemérní…“
Celou studii uzavírá autor konstatováním „…tak je tedy kategorie nahodilého pojmem klasifikačním a hodnotícím ve smyslu ontologickém…“ a připojuje několik výstižných metafor: „Nahodilost je rubem mince, jejímž lícem je zákonitost. Anebo spíše sama je lícem všech jevů. Je pestrým šatem světa, jehož chodu vládne zákon.“